# Pämppää
Pämppää è un singolo del gruppo musicale finlandese Teflon Brothers, pubblicato il 27 aprile 2015. Il brano prevede la partecipazione di Sahamies.
Il brano è entrato nelle classifiche finlandesi raggiungendo la prima posizione in quella dei singoli più venduti, la seconda posizione in quella dei singoli più scaricati e ventunesima posizione in quella dei singoli più trasmessi in radio.
Un video musicale del brano è stato girato da Hannu Aukio e pubblicato il 4 luglio 2014 sull'account Vevo del gruppo.

## Tracce
1. Pämppää (feat. Sahamies) – 3:11
2. Pämppää (remix) (feat. Sahamies) – 4:51

## Classifiche
| Classifica           | Posizione massima |
| -------------------- | ----------------- |
| Finlandia            | 1                 |
| Finlandia (digitale) | 2                 |
| Finlandia (radio)    | 21                |